# Tarecuato
Tarecuato es una localidad del estado mexicano de Michoacán de Ocampo, tenencia del municipio de Tangamandapio. En el año 2010 estaba clasificada como una localidad de grado medio de vulnerabilidad social. Está ubicada en el límite noroeste de la región conocida como meseta purépecha.

## Toponimia
El término «Tarecuato» está formado por dos vocablos de la lengua purépecha: tare que significa ‘viejo’ y hueta o hueto, que equivalen a ‘cerro’; por lo cual el significado del nombre es ‘cerro viejo’.

## Población
Cuenta con 10 484 habitantes, lo que representa un incremento promedio de 1.7 % anual frente a los 8863 del censo anterior. Ocupa una superficie de 3.138 km², lo que determina al año 2020 una densidad de 3329 hab/km².
| Gráfica de evolución demográfica de Tarecuato entre 2000 y 2020   |
|                                                                   |
| Fuente: Instituto Nacional de Estadística Geografía e Informática |

## Economía
La principal actividad económica de los pobladores es la agricultura en pequeña escala, especialmente maíz, frijol, trigo, haba, janamargo y chícharo. En menor medida, se desarrollan actividades comerciales en pequeños espablecimientos o bien la venta ambulante.